# Коротков Сергій Ксенофонтович
Сергій Ксенофонтович Коротков (26 жовтня 1908, село Кольцовка Ядринського повіту Казанської губернії, тепер присілок Вурнарського району Чувашії, Російська Федерація — 3 липня 1961, село Кольцовка Вурнарського району Чуваської АРСР, тепер присілок Вурнарського району Чувашії, Російська Федерація) — радянський державний діяч, новатор колгоспного виробництва, голова колгоспу імені Сталіна (імені Леніна) Вурнарського району Чуваської АРСР. Депутат Верховної ради СРСР 1-го, 3—5-го скликань. Двічі Герой Соціалістичної Праці (19.03.1948, 18.04.1961).

## Життєпис
Народився в бідній селянській родині, здобув початкову освіту. З дитячих років працював у сільському господарстві.
У 1921—1922 роках служив у Червоній армії.
З 1922 року сезонно працював на залізниці, в 1926—1928 роках — ремонтний робітник на станції Вурнари.
У 1928—1929 роках — секретар, голова Кольцовської сільської ради Вурнарського району.
У 1929 році був одним із організаторів сільськогосподарської артілі (колгоспу) в селі Кольцовка.
У 1929—1937 роках — голова колгоспу села Кольцовки Вурнарського району Чуваської АРСР.
Обирався делегатом II з'їзду колгоспників-ударників (1935) та VIII Надзвичайного з'їзду Рад (1936). 
Член ВКП(б) з 1936 року.
У 1937—1939 роках — заступник голови Центрального виконавчого комітету Чуваської АРСР, заступник народного комісара землеробства Чуваської АРСР.
У 1939—1940 роках — помічник народного комісара землеробства СРСР.
У 1940—1941 роках — голова колгоспу села Кольцовки Вурнарського району Чуваської АРСР.
У 1941—1942 роках — заступник голови Ради народних комісарів Чуваської АРСР.
У 1942—1945 роках — 1-й секретар Вурнарського районного комітету ВКП(б) Чуваської АРСР.
У 1945 — 3 липня 1961 року — голова колгоспу імені Сталіна (з кінця 1950-х років — імені Леніна) села Кольцовки Вурнарського району Чуваської АРСР. Під його керівництвом у колгоспі постійно отримували високі врожаї зернових (зокрема, кукурудзи) та зернобобових культур.
Помер 3 липня 1961 року в селі Кольцовка Вурнарського району Чуваської АРСР. Похований там же на сільському цвинтарі.

## Нагороди і відзнаки
- двічі Герой Соціалістичної Праці (19.03.1948, 18.04.1961)
- чотири ордени Леніна (19.03.1948, 5.05.1949, 13.07.1950, 4.07.1951)
- орден Вітчизняної війни І ст. (1.02.1945)
- три ордени Трудового Червоного Прапора (30.12.1935, 6.07.1945, 23.06.1950)
- медаль «За трудову доблесть» (25.12.1959)
- медаль «За доблесну працю у Великій Вітчизняній війні 1941—1945 рр.» (1945)
- золоті медалі ВСГВ та ВДНГ
- занесений до Почесної книги Трудової Слави та Героїзму Чуваської АРСР (30.04.1964, посмертно) — «за видатні заслуги в галузі розвитку сільськогосподарського виробництва республіки»